# 앙드레 생트라귀
앙드레 생트라귀(프랑스어: André Sainte-Laguë, 1882년 4월 20일 ~ 1950년 1월 18일)는 그래프 이론 분야의 선구자였던 프랑스의 수학자였다. 그가 1910년에 발표한 정당 명부식 비례대표제의 의석 배분 방법에 대한 연구는 그의 이름을 딴 생트라귀 방식을 탄생시켰다. 또한 선거 결과의 비례성을 측정하는 생트라귀 지수도 그의 이름을 따서 명명되었다.
그는 곤충학자 앙투안 마냥의 《곤충의 비행(Le Vol des Insectes)》(1934) 서문에 언급된, 뒤영벌이 날 수 없다는 것을 보여주려 했다고 알려진 비공식적 계산으로도 유명하다. 이 계산은 비행기와 뒤영벌을 비교한 것으로, 뒤영벌의 날개가 매끄럽고 평평하다는 잘못된 가정을 바탕으로 했다. 그와 다른 사람들은 이 가정을 곧 수정했지만, 뒤영벌이 날 수 없음을 증명했다는 과학자의 이야기는 오늘날까지 남아있다.
그는 생물학자 장 로스탕이 서문을 썼고 여러 언어로 번역된 《알려진 것에서 미지의 것으로(Du connu à l'inconnu)》를 포함하여 여러 대중 수학 서적을 출판했다.

## 생애
1882년 카스텔잘루(로테가론)에서 태어난 생트라귀는 20세에 에콜 폴리테크니크와 에콜 노르말 쉬페리외르에 동시에 합격했고, 후자를 선택했다. 그는 지방에서 교수가 되었고, 나중에는 파리에서 교수가 되었다. 제1차 세계 대전 중 세 번 부상을 입은 후, 1917년부터 1919년까지 에콜 노르말 발명학과에 소속되어 장거리 포탄을 연구했고, 그 후 새의 비행 및 항공 관련 문제를 연구했다.
제1차 세계 대전 후, 파리의 대학의 교수로 재직하면서 국립 고등 공예원에서 수학 강사가 되었고, 1938년에는 응용수학 석좌교수가 되어 여러 세대의 엔지니어와 기술자를 양성했다. 생트라귀는 그랑 팔레에 위치한 과학관인 발견의 궁전(Palais de la Découverte)의 수학 전시관과 그곳의 유명한 "파이 방"의 조직자이자 담당자였으며, 그곳에서 여전히 그의 백과사전적 지식을 살펴볼 수 있다.
그는 학문적 경력 외에도 활동가로서의 삶을 살았는데, 특히 1929년 회장이었던 지식인 노동자 연합에서 활동했다. 독일의 프랑스 점령 초기부터 그는 레지스탕스에 중요한 역할을 했고 심지어 잠시 투옥되기도 했다. 그는 해방 후 국립 고등 공예원에서 직무를 재개했으며 갈수록 더 많은 학생들을 가르쳤다. 사망 당시 그는 3개 과목을 총 2,500명의 학생에게 가르치고 있었다.
그는 레지옹 도뇌르 훈장, 전쟁십자 훈장, 레지스탕스 훈장을 수훈하였고, 특수 공공 사업 학교 교수, 국제 지식인 노동자 연합 회장, 중산층 연합 부회장, 펠로우 협회 전 회장, 국립 경제 위원회 전 부회장, 프랑스 은행 총회 전 회원, 임시 자문 의회 전 대리인이었다.
그의 갑작스러운 죽음은 그가 1949년에 부회장이었고 1934년부터 회원이던 심령 연구소 친우 위원회 회장직을 막 수락한 바로 그 순간에 찾아왔다.

## 저서
- 《Notions de mathématiques》. Paris: Hermann. 1913.
- 《Les Réseaux》. Toulouse: Privat. 1924.
- 《Géométrie plane: livres I et II》. Paris: Carus. 1924.
- 《Géométrie plane: livres III et IV》. Paris: École universelle. 1925.
- 《Les Réseaux (ou graphes)》. Mémorial des sciences mathématiques. Paris: Gauthier-Villars. 1926.
- 《Géométrie de situation et jeux》. Mémorial des sciences mathématiques. Paris: Gauthier-Villars. 1929.
- André de Sainte-Laguë; Antoine Magnan (1932). 《Étude des trajectoires et des qualités aérodynamiques d'un avion par l'emploi d'un appareil cinématographique de bord》. Publications scientifiques et techniques du Ministère de l'Air. Service des recherches de l'aéronautique. Paris: Gauthier-Villars.
- 《Probabilités et morphologie》. Actualités scientifiques et industrielles. Paris: Hermann. 1932.
- André de Sainte-Laguë; Antoine Magnan (1932). 《Sur la distribution en vol des vitesses aérodynamiques autour d'un avion en vol》. Publications scientifiques et techniques du Ministère de l'Air. Service des recherches de l'aéronautique. Paris: Gauthier-Villars.
- Guy Iliovici; André de Sainte-Laguë (1933). 《Cours d'algèbre et d'analyse, à l'usage des élèves des classes de mathématiques spéciales et des candidats aux grandes écoles》. Paris: L. Eyrolles.
- Guy Iliovici; André de Sainte-Laguë (1933). 《Mathématiques appliquées à l'usage des ingénieurs, des élèves-ingénieurs et des étudiants des Facultés des sciences》. Paris: L. Eyrolles.
- Antoine Magnan; André de Sainte-Laguë (1933). 《De quelques méthodes en morphologie》. Paris: Éd. Masson.
- Antoine Magnan; André de Sainte-Laguë (1933). 《Le Vol au point fixe》. Actualités scientifiques et industrielles. Exposés de morphologie dynamique et de mécanique du mouvement. Paris: Hermann.
- 《La Règle à calcul: introduction, historique, fabrication, choix d'une règle, mode d'emploi》. Bibliothèque de l'enseignement scientifique. Paris: L. Eyrolles. 1934.
- 《Avec des nombres et des lignes: récréations mathématiques》. Paris: Vuibert. 1937.
- André Sainte-Laguë (1941). 《Du connu à l'inconnu》. L'Avenir de la science. Paris: Gallimard.
- 《Algèbre, analyse et géométrie analytique》. Bibliothèque de l'Institut de topométrie. Paris: Eyrolles. 1947.
- Andre Bourrée; André de Sainte-Laguë (1948). 《Algèbre》. Les Collèges techniques. Paris: Foucher.
- 《Géométrie descriptive et géométrie cotée: à l'usage des élèves de la classe de mathématiques et des candidats aux écoles》. Les Mathématiques de l'ingénieur. Paris: Eyrolles. 1948.
- 《Le Monde des formes》. Savoir. Paris: A. Fayard. 1948.
- André Sainte-Laguë; Henri Masson (1949). 《L'Utilisation pratique des mathématiques, vol. 1, Calculs numériques et graphiques》. Les Mathématiques de l'ingénieur. Paris: Eyrolles.
- André Sainte-Laguë (1953). 《De l'homme au robot》. Savoir. Paris: Fayard.

## 수훈
- 레지옹 도뇌르 국민 훈장[3]
- 전쟁십자 훈장 1914-1918
- 레지스탕스 훈장